# Реппихау
Реппихау (нем. Reppichau) — община в Германии, в земле Саксония-Анхальт. 
Входит в состав района Кётен. Подчиняется управлению Остернинбург.  Население составляет 481 человек (на 31 декабря 2006 года). Занимает площадь 10,96 км².